# Łukomierz
Łukomierz – wieś w Polsce położona w województwie łódzkim, w powiecie pajęczańskim, w gminie Siemkowice. 
Nazwa wsi pochodzi od staropolskiego imienia męskiego Łękomir.
W latach 1975–1998 miejscowość administracyjnie należała do województwa sieradzkiego.
Przed wojną we wsi znajdował się dworek, będący w posiadaniu rodziny Karśnickich. Po wojnie został zburzony, obecnie w tym miejscu znajdują się pola uprawne.
Na okolicznych polach znajduje się kilkanaście schronów typu Ringstand 58c i Ringstand 69.